# Parahucho perryi
Parahucho · Huchon japonais
Genre
Espèce
Synonymes
- Hucho perryi (Brevoort, 1856)[1]
- Salmo perryi Brevoort, 1856[1]

Statut de conservation UICN

 CR A4abcd : 
En danger critique
Parahucho perryi, unique représentant du genre Parahucho et communément appelé le Huchon japonais[réf. nécessaire], est une espèce de poissons de la famille des Salmonidae en danger critique d'extinction faisant partie de la liste des 100 espèces les plus menacées au monde établie par l'UICN en 2012.

## Systématique
L'espèce Parahucho perryi a été initialement décrite en 1856 par l'historien et ichtyologiste américain James Carson Brevoort (d) (1818-1887) sous le protonyme de Salmo perryi,.
Le genre Parahucho a été créé en 1963 par l'ichtyologiste russe Vadim Dmitrij Vladykov (d) (1898-1986) et l'espèce rebaptisée Parahucho perryi.
Pour la majorité des sources, cette espèce est l'unique représentant du genre Parahucho, toutefois l'UICN continue de la considérer dans le genre Hucho .

## Répartition
L'espèce se rencontre dans le Nord-Ouest du Pacifique, notamment sur l'île Sakhaline et sur l'Île d'Hokkaido, ainsi que dans la partie continentale de l'Extrême-Orient russe. C'est une espèce anadrom vivant en mer et se reproduisant en eau douce.

## Description
Parahucho perryi peut mesurer jusqu'à 200 cm mais sa taille habituelle est d'environ 50 cm. Son poids maximal enregistré est de 24 kg et son espérance de vie de 16 ans.
Les poissons de moins de 30 cm s'alimentent essentiellement d'insectes aquatiques dès lors que les poissons plus grands sont strictement piscivores.
La reproduction a lieu au printemps dans les rivières où la femelle pond de 2 000 à 10 000 œufs sur le sable ou dans les graviers.

## Étymologie
Son épithète spécifique, perryi, lui a été donnée en l'honneur de Matthew C. Perry (1794-1858) commandant de l'expédition au Japon.

## Publication originale
- Genre Parahucho :
  - (en) Vadim D. Vladykov, « A review of Salmonid genera and their broad geographical distribution », Transactions of the Royal Society of Canada, 4e série, vol. 1, no 3,‎ juin 1963, p. 459-504 (ISSN 0035-9122).
- Espèce Parahucho perryi sous le taxon Salmo perryi :
  - James Carson Brevoort, Notes on some figures of Japanese fish : taken from recent specimens by the artists of the U. S. Japan expedition (publication), Inconnu, Washington, 1856, [lire en ligne].